# Pseudoleskea dispersa
Pseudoleskea dispersa är en bladmossart som beskrevs av C. Müller 1897. Pseudoleskea dispersa ingår i släktet Pseudoleskea och familjen Leskeaceae. Inga underarter finns listade i Catalogue of Life.